# 默塞 (多姆山省)
默塞（法語：Messeix，法語發音：[məsɛ]）是法国多姆山省的一个市镇，属于克莱蒙费朗区。

## 地名
该地名“Messeix”发音特殊，其发音为[məsɛ]，不符合字母“e”在两相同辅音字母前发/ɛ/（如“verrière”，[vɛʁjɛʁ]）或/e/（如“message”，[mesaʒ]）的法语基本发音规则，根据实际发音其应译作“默塞”，《世界地名翻译大辞典》与《世界地名译名词典》将其纯按拼写误译作“梅塞”。

## 地理
默塞（45°37'1"N, 2°32'30"E）面积39.32 平方千米，位于法国奥弗涅-罗讷-阿尔卑斯大区多姆山省，该省份为法国中南部省份，北起阿列省接壤，东临卢瓦尔省，南至上盧瓦爾省和康塔爾省，西接科雷兹省和克勒兹省。
与默塞接壤的市镇（或旧市镇、城区）包括：拉斯蒂克堡、梅利讷、莫内斯捷梅利讷、阿韦兹、圣叙尔皮斯、萨韦讷、桑格勒。
默塞的时区为UTC+01:00、UTC+02:00（夏令时）。

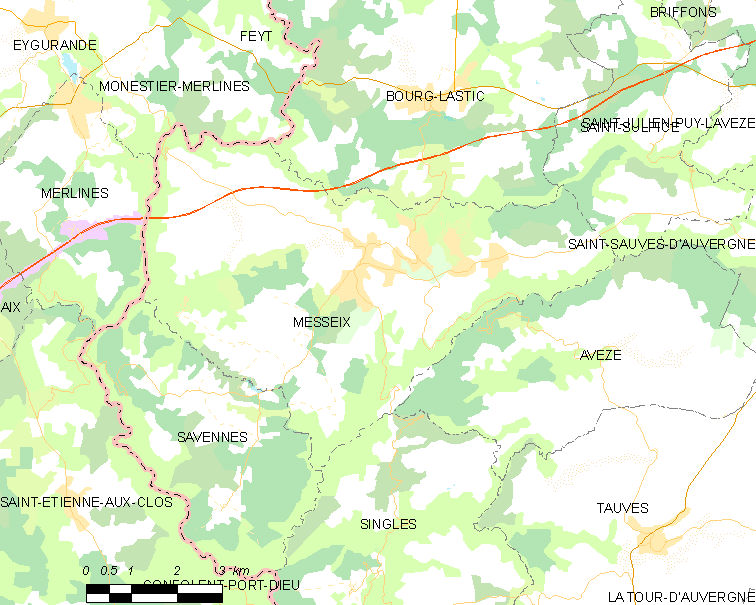
默塞的OSM定位图

## 行政
默塞的邮政编码为63750，INSEE市镇编码为63225。

## 政治
默塞所属的省级选区为圣乌尔斯县。

## 人口

1962-2008年间默塞人口变化图示

默塞于2022年1月1日时的人口数量为1006人。